# Melittis melissophyllum
Melittis es un género monotípico de plantas con flores perteneciente a la familia Lamiaceae. Su única especie: Melittis melissophyllum L., Sp. Pl.: 597 (1753), es originaria del sudoeste de Europa hasta Italia. 

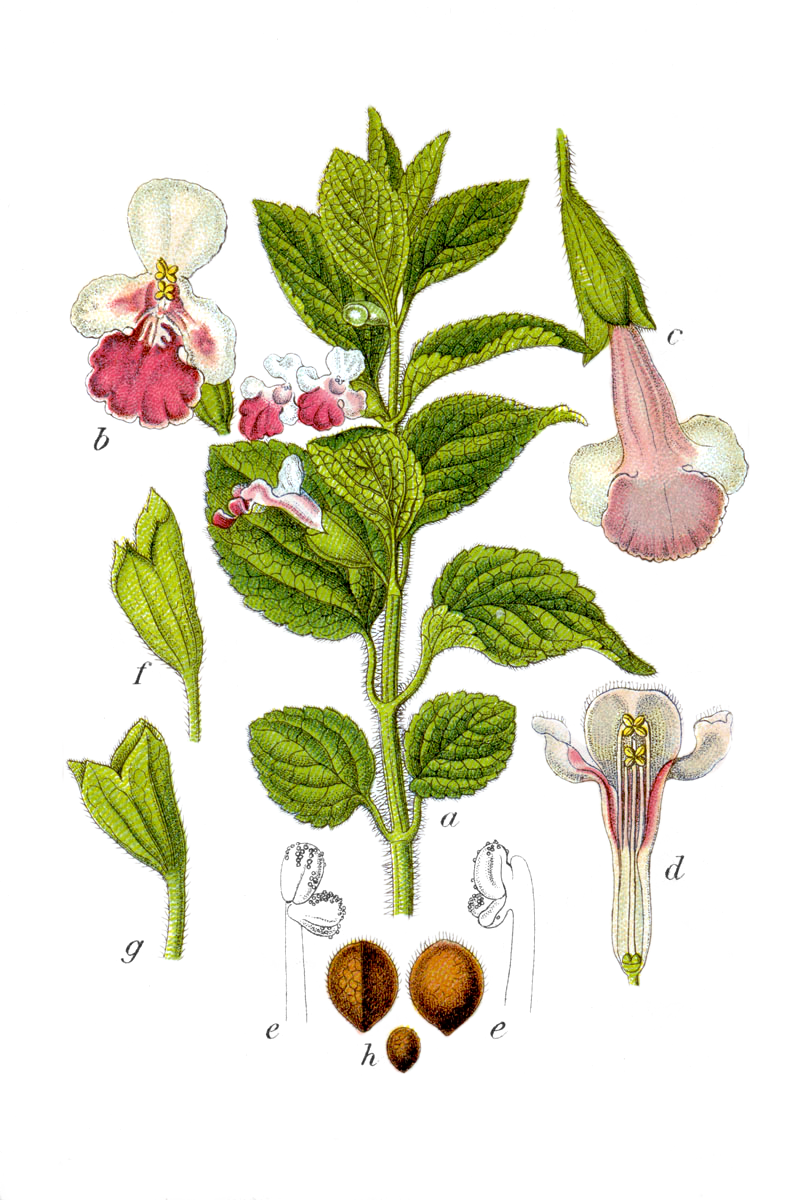
Ilustración

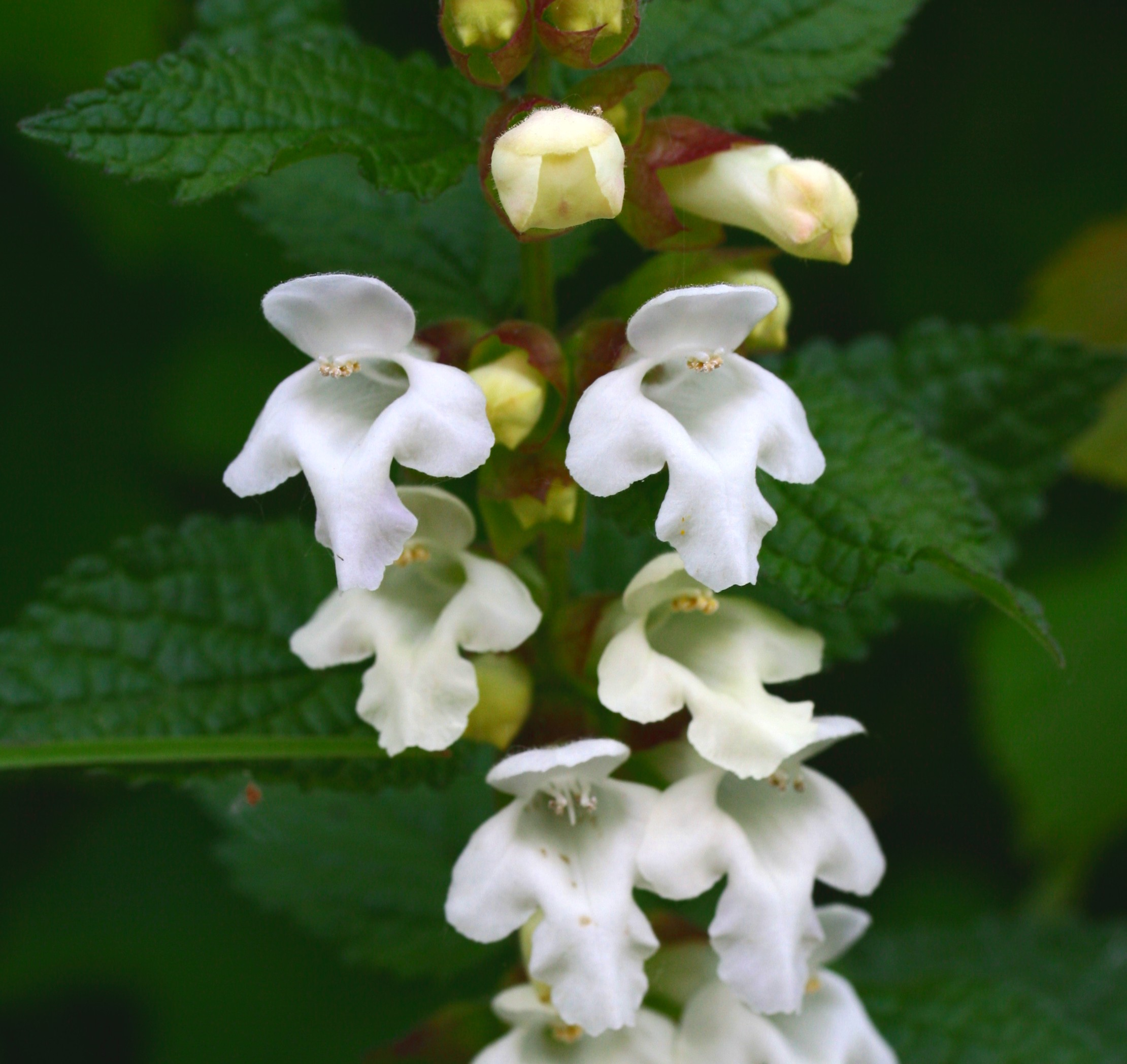
Flores

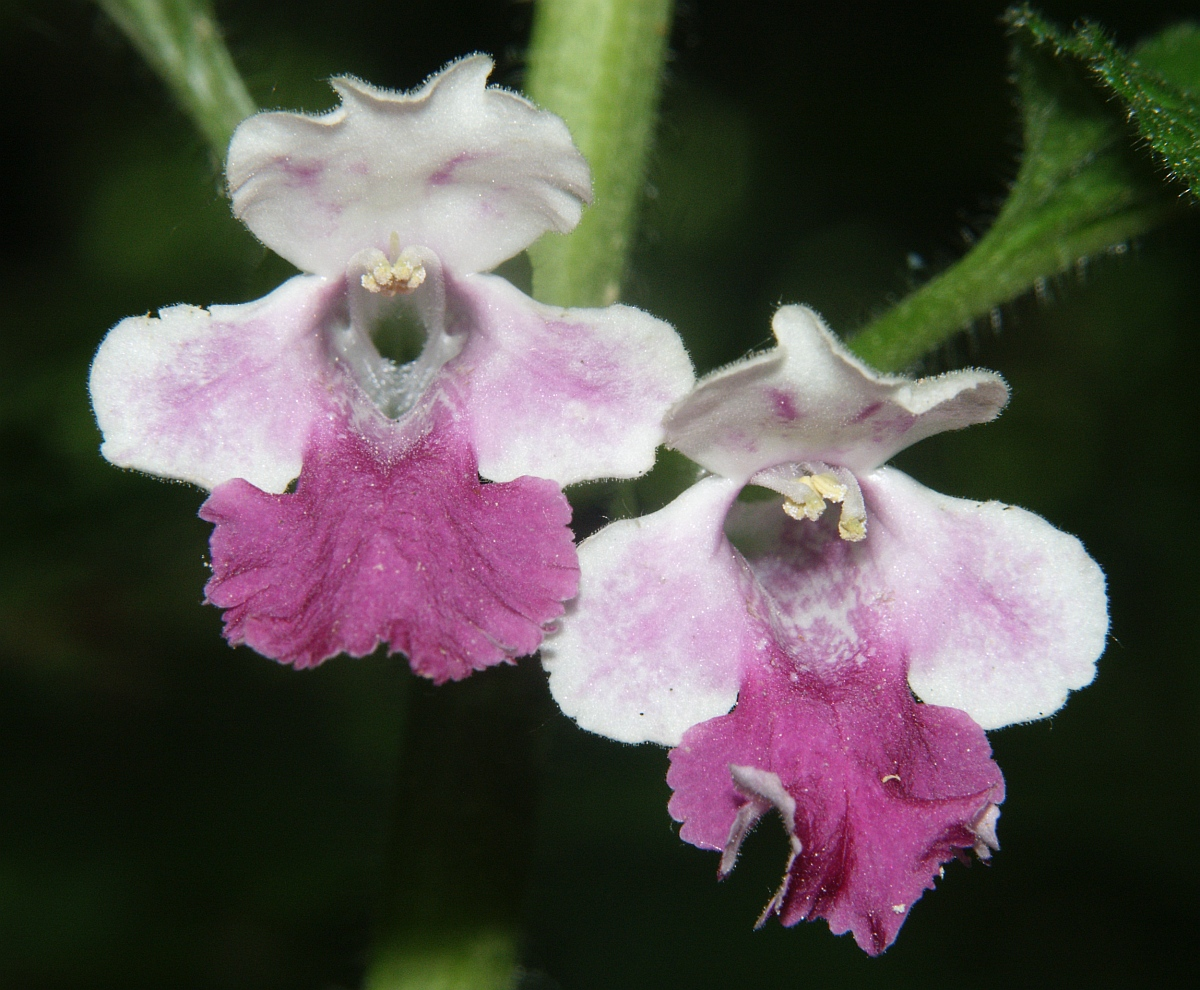
Detalle de la flor

## Descripción
Hierba vivaz, pelosa, que desprende un olor agradable. Tallos erectos de 30-70 cm de altura. Hojas opuestas, más o menos ovadas. acorazonadas o truncadas en la base, pecioladas, con los bordes crenados o dentados. Flores dispuestas en 2-6 falsos verticilos; cáliz acampanado, de hasta 2,5 cm de longitud; corola tubular, bilabiada, de 25-40 mm, de color blanco con zonas rosadas o purpúreas. Fruto formado por cuatro nuececillas que permanecen dentro del cáliz. Florece en primavera y verano. Es especie muy variable.

## Hábitat
Se encuentra en los bosques, setos y lugares arenosos. En España común en los melojares y pinares.

## Distribución
Oeste, centro y sur de Europa.

## Observaciones
Los pastores de la Sierra de Gredos anudan estas plantas para hacer ramos que cuelgan en las puertas y en el interior de sus majadas. Existe entre ellos la creencia de que ahuyenta los malos espíritus y elimina los malos olores del interior de las casas. En medicina popular se usa para limpiar y cicatrizar heridas. Se le han atribuido también propiedades diuréticas.

## Taxonomía
Melittis melissophyllum fue descrito por Carlos Linneo y publicado en Species Plantarum 597. 1753.
Citología
Número de cromosomas de Melittis melissophyllum (Fam. Labiatae) y táxones infraespecíficos: 2n=36. 2n=30.
Variedades y Sinonimia
subsp. albida (Guss.) P.W.Ball, Bot. J. Linn. Soc. 64: 71 (1971). De Cerdeña, sudeste de Europa hasta el norte de Turquía.
- Melittis albida Guss., Fl. Sicul. Prodr. 2: 140 (1828).
- Melittis melissophyllum var. albida (Guss.) Nyman, Consp. Fl. Eur.: 574 (1881).
- Melittis graeca Klokov, Bot. Mater. Gerb. Bot. Inst. Komarova Akad. Nauk S.S.S.R. 18: 187 (1957).

subsp. carpatica (Klokov) P.W.Ball, Bot. J. Linn. Soc. 64: 71 (1971). Del nordeste de los Alpes, Cárpatos y estados del Báltico. 
- Melittis carpatica Klokov, Bot. Mater. Gerb. Bot. Inst. Komarova Akad. Nauk S.S.S.R. 18: 213 (1957).
- Melittis sarmatica Klokov, Bot. Mater. Gerb. Bot. Inst. Komarova Akad. Nauk S.S.S.R. 18: 207 (1957).
- Melittis subcordata Klokov, Bot. Mater. Gerb. Bot. Inst. Komarova Akad. Nauk S.S.S.R. 18: 202 (1957).
- Melittis carpatica var. sarmatica (Klokov) Soó, Feddes Repert. 83: 182 (1972).
- Melittis carpatica var. subcordata (Klokov) Soó, Feddes Repert. 83: 182 (1972).
- Melittis melissophyllum subsp. sarmatica (Klokov) Gladkova, in Fl. Evropeiskoi Chasti SSSR 3: 153 (1978).

subsp. melissophyllum. Del oeste y sudoeste de Europa hasta Italia.
- Melissa tragi Garsault, Fig. Pl. Méd.: t. 372 (1764), opus utique oppr.
- Melissa sylvestris Lam., Fl. Franç. 2: 401 (1779).
- Melittis melissifolium Gilib., Fl. Lit. Inch. 1: 76 (1782), opus utique oppr.
- Melittis grandiflora Sm., Engl. Bot. 9: t. 577 (1799).
- Melittis melissophyllum var. grandiflora (Sm.) Nyman, Consp. Fl. Eur.: 574 (1881).
- Oenonea melissifolia Bubani, Fl. Pyren. 1: 431 (1897).
- Melittis hispanica Klokov, Bot. Mater. Gerb. Bot. Inst. Komarova Akad. Nauk S.S.S.R. 18: 195 (1957).
- Melittis kerneriana Klokov, Bot. Mater. Gerb. Bot. Inst. Komarova Akad. Nauk S.S.S.R. 18: 198 (1957).[1]

## Nombres comunes
- Castellano: melisa, melisa bastarda, melisa de campo, melisa silvestre, torongil de campo, toronji, toronjil, toronjil de monte, toronjil muerto, toronjil silvestre.[4]